# آمنیوسنتز
آمنیوسنتز یا آزمایش مایع آمنیوتیک (به انگلیسی: Amniocentesis) یک تکنیک پزشکی تشخیص قبل از تولد می‌باشد که در طی آن مقدار کمی از مایع آمنیون نمونه‌برداری شده و مورد بررسی ژنتیکی قرار می‌گیرد. این شیوه معمولاً در سه‌ماههٔ دوم بارداری انجام می‌گیرد. آمنیوسنتز یکی از رایج‌ترین روش‌های تهاجمی تشخیص پیش از تولد در سه‌ماهٔ دوم بارداری است. آمنیوسنتز برای همه مادران باردار توصیه نمی‌شود بلکه تنها در مادرانی انجام می‌گیرد که سن آنان بالای ۳۵ سال باشد یا در بررسی غربالگری سندرم داون یا شیوه‌های دیگر غربالگری در زمره بارداری‌های پر خطر طبقه‌بندی شده باشند. آمنیوسنتز علاوه بر بررسی از نظر سندرم داون و اختلالات کروموزومی و عفونت در جنین، به منظور تعیین وضعیت جنین از نظر ابتلا به سایر بیماری‌های ژنتیکی نیز کاربرد دارد. در این موارد می‌بایست وضعیت ژنتیکی خانواده و افراد مبتلا از قبل تعیین شده‌باشد. از جمله علل مهم برای انجام آمنیوسنتز می‌توان به
1. سن بالای ۳۵ سال مادر
2. سطح غیرطبیعی مارکرهای بیوشیمیایی
3. نتایج غیرطبیعی در سونوگرافی
4. سابقهٔ فامیلی مثبت برای اختلالات ژنتیکی
5. حاملگی‌هایی با ریسک ناهنجاری‌های کروموزومی

اشاره کرد.

## کاربردهای پزشکی
تشخیص مشکلات ژنتیکی
در اوایل بارداری، از آمنیوسنتز برای تشخیص اختلالات ژنتیکی، ناهنجاری‌های کروموزومی و سایر مشکلات جنینی استفاده می‌شود. مانند:
- سندرم داون (تریزومی ۲۱)
- سندرم پاتو (تریزومی ۱۳)
- نشانگان ادواردز (تریزومی ۱۸)
- سندرم X شکننده
- نقص لوله عصبی (آنانسفالی و اسپینابیفیدا) به‌واسطه سطوح آلفا فیتوپروتئین
- ناهنجاری‌های نادر متابولیکی ارثی
بررسی تکوین ریهٔ جنین
آمنیوسنتز می‌تواند تکوین و ساخته شدن ریه جنین را پیش‌بینی کند که با خطر سندرم درد تنفسی نوزادی رابطه معکوس دارد. در هفته‌های ۳۰ به بعد دوران بارداری، رشد ریه توسط نمونه‌گیری از میزان سورفاکتانت مایع آمنیوتیک تست می‌شود. چندین تست وجود دارد که در ارتباط با تولید سورفاکتانت می‌باشد، شامل اندازه‌گیری نسبت لسیتین به اسفنگومیلین (L/S)، وجود فسفاتیدیل گلیسرول (PG)، و جدیدتر از آن اندازه‌گیری نسبت سورفاکتانت به آلبومین (S/A) می‌باشد. اگر نسبت لسیتین به اسفنگومیلین کمتر از ۲:۱ باشد، ریه‌های جنین کمبود سورفاکتانت دارد. وجود PG معمولاً نشان از تکامل ریه‌های جنین دارد. نتیجه نسبت سورفاکتانت به آلبومین به میلی‌گرم سورفاکتانت در گرم پروتیین داده‌می‌شود. نسبت کمتر از ۳۵ نشان‌دهنده عدم رشد ریه‌ها، بین ۳۵ تا ۵۵ نشان‌دهنده وضعیت نامعلوم و بالاتر از ۵۵ نمایانگر تولید کامل سورفاکتانت می‌باشد. (که با نسبت L/S با میزان ۲٫۲ یا بیشتر در ارتباط می‌باشد)

## سایر کاربردها
آمنیوسنتز می‌تواند در شناسایی مشکلات دیگری نیز استفاده شود. از قبیل:
-عفونتی که در آن آمنیوسنتز می‌تواند سطح کاهش یافته قند را شناسایی کند، رنگ‌آمیزی گرم وجود باکتری یا شمارش افتراقی گلبول‌های سفید، نتایج غیرعادی نشان می‌دهند.
-ناسازگاری Rh
-رفع فشار پلی هیدرامنیوز (افزایش مایع آمنیونی در کیسه آمنیون)
بعد از انجام آمنیوسنتز، مدیریت پارگی زودرس غشاها مهم می‌باشد که در آن اندازه‌گیری برخی نشانگرهای التهابی مایع آمنیونی ممکن است مفید باشد. اگر مایع آمنیونی IL-6 که یک مارکر التهابی است، افزایش پیدا کند، به این معنی است که جنین در خطر بالایی قرار دارد و باید خارج شود.

## روند انجام کار
قبل از شروع پروسه، وضعیت رحم و موقعیت و حرکات جنین، جفت و مایع آمنیون با روش فراصوت بررسی می‌شود. این اطلاعات برای تعیین نوع سوزن مورد استفاده و نحوهٔ انجام فرایند اهمیت بالایی دارند.
برای کاهش درد ناشی از سوزنی که برای کشیدن مایع آمنیونی استفاده می‌شود، از بی‌حسی برای مادر استفاده می‌شود. بعد از این‌که محل مورد نظر بی‌حس شد، سوزن از دیواره شکم و سپس از دیواره رحم عبور کرده و به کیسه آمنیوتیک می‌رسد. به کمک هدایت فراصوت، پزشک کیسه آمنیونی را در محلی دورتر از جنین، سوراخ می‌کند و حدود ۲۰ میلی‌لیتر از مایع آمنیونی را برمی‌دارد.
آنالیز
در صورتی که نمونه‌برداری برای تشخیص ژنتیکی پیش از تولد انجام شده باشد، سلول‌های جنینی از مایع استخراج‌شده با روش سانتریفوژ جداسازی می‌شوند. سپس این سلول‌ها به محیط کشت منتقل شده تا تکثیر و برای مراحل بعدی یعنی فیکس‌کردن و رنگ‌آمیزی آماده شوند. سلول‌ها پس از کشت و تکثیر، با استفاده از میکروسکوپ برای وجود یا عدم وجود ناهنجاری بررسی می‌شوند. معمول‌ترین ناهنجاری‌های قابل شناسایی، سندرم داون (تریزومی ۲۱)، سندرم ادواردز (تریزومی ۱۸) و سندرم ترنر (مونوزومی X) می‌باشند. با توجه به جنین، سوراخ کیسه آمنیونی بهبود می‌یابد و طی ۲۴–۴۸ ساعت بعد مایع آمنیونی دوباره ساخته می‌شود. پس از پایان فرایند به بیمار توصیه می‌شود که برای یک شبانه‌روز در خانه استراحت کرده و از انجام فعالیت‌های سنگین، پرهیز کند. یک هفته پس از انجام فرایند باید مجدداً بررسی فراصوت برای تعیین سلامت جنین و مشاهده وضعیت محل سوراخ شده انجام شود.

## خطرات و عوارض
آمنیوسنتز بین هفته‌های ۱۵ تا ۲۰ بارداری انجام می‌شود. انجام این تست زودتر از زمان مناسب منجر به آسیب به جنین می‌شود. آمنیوسنتز زودهنگام به معنی انجام آن در هفته‌های ۱۱ تا ۱۳ می‌باشد.
عوارض آمنیوسنتز شامل زایمان زودرس، دیسترس تنفسی، ناهنجاری‌های جسمی، آسیب به جنین و بیماری‌های مربوط به Rh مادر می‌باشد. مطالعات سال‌های ۱۹۷۰، ریسک سقط جنین مربوط به آمنیوسنتز را ۱ در ۲۰۰ تخمین زده‌است. (۰٫۵٪) مطالعات بیشتر اخیر در سال‌های ۲۰۰۶–۲۰۰۰، خطر سقط ناشی از پروسه آمنیوسنتز را ۰٫۶٪ تا ۰٫۸۶٪ تخمین زده‌است. آخرین مطالعات نتایج به نسبت کمتری را ارائه‌داده‌است، در حدود ۱ در ۱۶۰۰(۰٫۰۶٪). برخلاف مطالعات قبلی، این نتایج فقط در خصوص سقط‌های ناشی از انجام آمنیوسنتز می‌باشد و شامل مواردی نمی‌شود که پس از انجام آمنیوسنتز و مشاهده ناهنجاری، سقط جنین با رضایت والدین انجام شده‌است. برخلاف آمنیوسنتز، خطر سقط جنین در نمونه‌گیری از پرزهای کوریونی ۱ در ۱۰۰ می‌باشد، اگرچه این تست ۴هفته زودتر انجام می‌شود و ممکن است در مواردی که خطر نقص ژنتیکی به نظر بالا است، ترجیح داده‌شود.
آمبولیسم مایع آمنیونی، یک خطر احتمالی تلقی می‌شود.